# Anaplasia
Anaplasia é quando a formação celular tem um desvio da normalidade. Depois que se caracteriza uma anaplasia é que se deve dar certeza de uma neoplasia maligna. Para caracterizar uma anaplasia, observa-se uma relação núcleo-citoplasma aumentada. O núcleo estará aumentado em relação ao citoplasma e terá característica de hipercromasia devido ao material genético da célula estar aumentado (núcleo mais evidente).